# Stopselclub

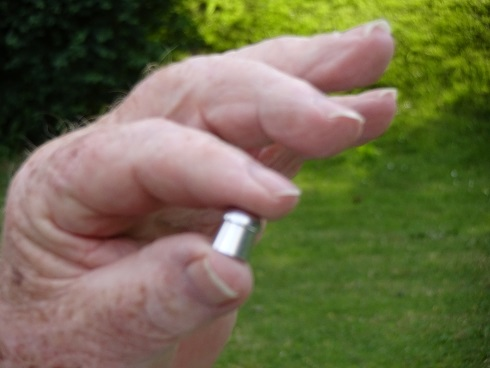
Člen klubu ukazuje svou zátku.

Města, ve kterých je známý místní klub. Bavorsko je zvýrazněno, protože téměř všechny zátkové kluby se nacházejí v této zemi.

Stopselclub („zátkový klub“) je klub, jehož členové jsou povinni mít u sebe zátku.
Kdykoli se setkají dva členové zátkového klubu, každý z nich může požadovat, aby ten druhý musel ukázat svou zátku.
Člen, který nemůže ukázat svou zátku, například proto, že ji zapomněl doma, musí zaplatit malou peněžitou pokutu.
Peníze, které jsou získávány prostřednictvím těchto pokut, se zpravidla používají na nákup piva na příštím setkání klubu.
Tyto kluby existovaly nejméně od poloviny dvacátého století v německém státě Bavorsko.
Občas zátkové kluby podporují i charitativní projekty.
V Bavorsku je více než 100 zátkových klubů.